# Phi-fenomenet
Phi-fenomenet är en perceptiv optisk illusion som först beskrevs av Max Wertheimer i hans Experimental Studies on the Seeing of Motion från 1912, i vilken en perception av rörelse skapas baserad på stillbilder. I diskussioner runt perceptionen av film och video förväxlas begreppet ofta med beta movement, som är ett eget distinkt fenomen som inte är direkt involverat i perceptionen av film.
Det klassiska phi-experimentet beskriver en eller flera åskådare som betraktar en skärm, där två bilder blir projicerade i följd. Den första bilden visar en linje på den vänstra sidan av den första bilden och den andra bilden visar en motsvarande linje, fast på den högra sidan av bilden. Bilderna kan visas i snabb följd eller också med flera sekunders mellanrum. Efter att båda bilderna har visats tillfrågas åskådarna vad de hade sett.
Vid vissa kombinationer av visningstid av bilderna och intervallet mellan dem, kommer den typiske åskådaren att uppfatta bilder i utrymmet mellan och runt de två linjerna. Denna illusion sker parallellt med att betraktaren också ser de två linjerna separat och inte den kontinuerliga rörelse som beskrivs av Beta movement. Phi-fenomenet ser ut att vara en rörlig zon eller moln av bakgrundens färg, omgiven av blinkande objekt. Upptäckten av Phi-fenomenet blev också avhandlat i gestaltpsykologin.